# Lamprothyrsus hieronymi
Lamprothyrsus hieronymi là một loài thực vật có hoa trong họ Hòa thảo. Loài này được (Kuntze) Pilg. mô tả khoa học đầu tiên năm 1906.